# نیکولای گراساسیوویچ اوستریالف
نیکولای گراساسیوویچ اوستریالف (روسی: Никола́й Гера́симович Устря́лов؛ ۴ مهٔ ۱۸۰۵ – ۸ ژوئن ۱۸۷۰) تاریخ‌نگار، آموزشگر، و استاد اهل امپراتوری روسیه بود.